# Jordi Cruijff
Johan Jordi Cruijff (Amsterdam, 9 februari 1974) is een voormalig Nederlands-Spaans voetballer, voetbaltrainer en voetbalbestuurder. Hij is de zoon van Johan Cruijff. Tijdens zijn profcarrière speelde hij voor FC Barcelona, Manchester United, Celta de Vigo, Espanyol, Metaloerh Donetsk en Valletta FC. 
Als clubspeler van Deportivo Alavés kende Cruijff succes in 2001 met het bereiken van de UEFA-cupfinale. Als international speelde hij voor het Nederlands elftal en het vertegenwoordigende team van Catalonië.

## Loopbaan als speler

### Jeugd
Op 9 februari 1974 werd Jordi Cruijff via een keizersnede geboren als het derde en jongste kind van Johan Cruijff en Danny Coster. Deze geboortedag is echter geen toeval. Het kind moest namelijk ter wereld komen op een datum waarop het FC Barcelona en diens sterspeler Johan Cruijff niet zou schaden. De toenmalige hoofdtrainer Rinus Michels stelde 9 februari voor, zijn eigen verjaardag. De wedstrijd erop, won Barcelona op 17 februari de legendarische wedstrijd tegen aartsrivaal Real Madrid met 5–0.
Jordi werd genoemd naar de Catalaanse beschermheilige Sant Jordi. Het Franco-regime had Catalaanse namen verboden om het nationalisme de kop in te drukken, maar Jordi werd in Amsterdam geboren en aangegeven, waarna de Spaanse burgerlijke stand de naam niet kon weigeren. Deze naamgeving werd omhelsd door het Catalaanse volk, die het opvatte als een politiek statement. Doordat Jordi Cruijff opgegroeid is in Spanje, bezit hij als Spaans staatsburger ook de Spaanse nationaliteit.
Evenals zijn vader, bleek Jordi talent te hebben voor voetbal. Toen het gezin in 1981 terugkeerde naar Nederland, sloot Jordi zich aan bij de jeugdopleiding van AFC Ajax. Toen zijn vader in 1988 benoemd werd tot hoofdtrainer van FC Barcelona, ging Jordi met het gezin mee en sloot zich, op 14-jarige leeftijd, aan bij de cantera van FC Barcelona.

### Clubvoetbal
Jordi Cruijff maakte zijn debuut in het betaald voetbal voor FC Barcelona B. In het seizoen 1994-1995 werd hij overgeheveld naar de a-selectie van FC Barcelona, waar hij debuteerde onder zijn vader, in het legendarische Dream Team van halverwege jaren 90. Na het ontslag van vader Johan, aan het einde van het seizoen 1995-1996, vertrok ook Jordi uit Barcelona. Hij tekende een contract bij Manchester United.
Jordi kende een redelijke start bij Manchester United, maar raakte al snel zijn basisplaats kwijt. In de vier seizoenen die Jordi bij Manchester United speelde, kwam hij slechts 34 wedstrijden in actie. In het seizoen 1998-1999 werd hij voor een half jaar verhuurd aan Celta de Vigo waar hij 8 wedstrijden speelde.
In 2000 tekende Jordi een contract bij Deportivo Alavés, wat voor hem een terugkeer naar zijn geliefde Spanje betekende. Hier kende hij zijn beste periode en met de club behaalde hij de finale van de UEFA Cup van 2001, waarbij de ploeg tegen Liverpool FC pas na verlenging met 5-4 verloor. Hierna ging het snel bergafwaarts met de club en na de degradatie van Alavés in 2003 vertrok Cruijff naar Espanyol, waar zijn contract na één seizoen niet verlengd werd, omdat hij kampte met een aantal hardnekkige blessures. Tussen 2004 en 2006 had hij geen club. Hij kampte met blessures en trainde hierna mee met Barcelona B. Wel speelde hij vriendschappelijke wedstrijden met het veteranenteam van Barcelona.
In juni 2006 tekende hij tot verbazing van velen een contract bij het Oekraïense Metaloerh Donetsk. Jordi kwam tot deze keuze na contact met Àngel Alonso. Deze Spanjaard kwam in 2006 als trainer bij de club en kende Jordi van het Catalaans voetbalelftal, waarvan Alonso lange tijd coach was. Eind 2008 liep zijn contract bij Metaloerh Donetsk af en in de zomer van 2009 werd hij door Ton Caanen, die in het seizoen 2006-2007 ook in Oekraïne werkzaam was, uitgenodigd om als speler en assistent-trainer aan de slag te gaan bij Valletta FC op Malta. Hier speelde hij nog één seizoen om daarna zijn actieve carrière te beëindigen.
Voetbalkenners zijn het eens dat Jordi meer uit zijn loopbaan had kunnen halen. Zijn vader Johan had echter een verklaring: "Hij heeft ook enkele van de voetbalkwaliteiten van mijn vrouw Danny, en die zijn nou niet om over naar huis te schrijven".

## Clubstatistieken
| seizoen | club              | land     | competitie         | wed. | doelp. |
| ------- | ----------------- | -------- | ------------------ | ---- | ------ |
| 1992/93 | FC Barcelona B    | Spanje   | Segunda División A | 10   | 2      |
| 1993/94 | FC Barcelona B    | Spanje   | Segunda División A | 37   | 12     |
| 1994/95 | FC Barcelona B    | Spanje   | Segunda División A | 4    | 2      |
| 1994/95 | FC Barcelona      | Spanje   | Primera División   | 28   | 9      |
| 1995/96 | FC Barcelona      | Spanje   | Primera División   | 13   | 2      |
| 1996/97 | Manchester United | Engeland | Premier League     | 16   | 2      |
| 1997/98 | Manchester United | Engeland | Premier League     | 5    | 0      |
| 1998/99 | Manchester United | Engeland | Premier League     | 5    | 2      |
| 1998/99 | Celta de Vigo     | Spanje   | Primera División   | 8    | 2      |
| 1999/00 | Manchester United | Engeland | Premier League     | 8    | 3      |
| 2000/01 | Deportivo Alavés  | Spanje   | Primera División   | 35   | 3      |
| 2001/02 | Deportivo Alavés  | Spanje   | Primera División   | 33   | 3      |
| 2002/03 | Deportivo Alavés  | Spanje   | Primera División   | 26   | 1      |
| 2003/04 | RCD Espanyol      | Spanje   | Primera División   | 30   | 3      |
| 2006/07 | Metaloerh Donetsk | Oekraïne | Vysjtsja Liha      | 13   | 0      |
| 2007/08 | Metaloerh Donetsk | Oekraïne | Vysjtsja Liha      | 10   | 0      |
| 2009/10 | Valletta FC       | Malta    | Premier League     | 17   | 10     |
| Totaal  |                   |          |                    | 298  | 56     |

### Interlands

#### Nederland

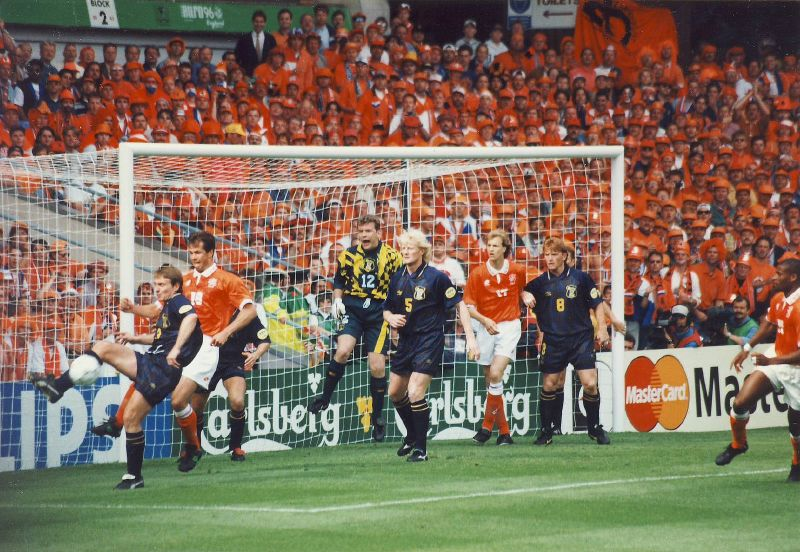
Cruijff met nummer 17 in het duel met Schotland op het EK '96.

Als speler van FC Barcelona maakte Jordi op 24 april 1996, onder bondscoach Guus Hiddink, zijn debuut in het Nederlands voetbalelftal, in een vriendschappelijk duel tegen Duitsland. Hij werd daarmee de zesde Oranje-international in de geschiedenis wiens vader ook in het Nederlands elftal speelde. Hij zat ook in de selectie voor het Europees kampioenschap voetbal 1996 in Engeland en speelde hier vier wedstrijden. Na zijn overstap naar Manchester United FC speelde hij nog twee interlands in 1996, hierna werd hij niet meer opgeroepen. Hij speelde uiteindelijk negen interlands voor Nederland.

#### Catalonië
Vernoemd naar de Catalaanse beschermheilige, groeide Jordi op in Catalonië, leerde hij de taal en werd hij eveneens staatsburger in de Spaanse regio. Wanneer hij als canterano in het seizoen 1994/95 zijn debuut maakt bij de hoofdselectie van FC Barcelona, ontvangt Jordi Cruijff een uitnodiging van de Federació Catalana de Futbol om uit te komen voor het Catalaans voetbalelftal.
Onder leiding van bondscoach Pichi Alonso, debuteerde Cruijff op 24 juni 1995 voor La Segadora in een symbolisch oefenduel tegen zijn eigenlijke werkgever FC Barcelona. Daarna speelde Cruijff met Catalonië enkel tegen landenteams. Veelal spelend met slechts de naam Jordi op zijn voetbalshirt, kwam hij tussen 1995 en 2004 negen wedstrijden uit voor Catalonië, waarin hij tweemaal het doel trof.
In januari 2012 vertelde Cruijff in een interview: "Ik speelde altijd met veel trots voor Catalonië, het heeft mij altijd een speciaal gevoel gegeven. Vooral tijdens de vier jaren waarin ik actief was in Engeland was het een gevoel van 'thuiskomen'. Uitkomen voor Catalonië is altijd een grote eer voor mij geweest, iets wat ik met plezier en vreugde deed. Het stond me toe mij te bevinden onder mijn volk."
| Interlands van Jordi Cruijff voor Catalonië | Interlands van Jordi Cruijff voor Catalonië | Interlands van Jordi Cruijff voor Catalonië | Interlands van Jordi Cruijff voor Catalonië | Interlands van Jordi Cruijff voor Catalonië | Interlands van Jordi Cruijff voor Catalonië |                             |
| №                                           | Datum                                       | Wedstrijd                                   | Uitslag                                     | Type                                        | Doelpunten                                  |                             |
| Als speler bij FC Barcelona                 | Als speler bij FC Barcelona                 | Als speler bij FC Barcelona                 | Als speler bij FC Barcelona                 | Als speler bij FC Barcelona                 | Als speler bij FC Barcelona                 | Als speler bij FC Barcelona |
| ------------------------------------------- | ------------------------------------------- | ------------------------------------------- | ------------------------------------------- | ------------------------------------------- | ------------------------------------------- | --------------------------- |
| 1.                                          | 25-06-1995                                  | FC Barcelona – Catalonië                    | 2 – 5                                       | Vriendschappelijk                           | 1                                           |                             |
| Als speler bij Manchester United FC         |                                             |                                             |                                             |                                             |                                             |                             |
| 2.                                          | 23-12-1997                                  | Catalonië – Bulgarije                       | 1 – 1                                       | Vriendschappelijk                           | 0                                           |                             |
| 3.                                          | 22-12-1998                                  | Catalonië – Nigeria                         | 5 – 0                                       | Vriendschappelijk                           | 0                                           |                             |
| 4.                                          | 23-12-1998                                  | Catalonië – Joegoslavië                     | 1 – 0                                       | Vriendschappelijk                           | 0                                           |                             |
| Als speler bij Deportivo Alavés             |                                             |                                             |                                             |                                             |                                             |                             |
| 5.                                          | 22-12-2000                                  | Catalonië – Litouwen                        | 5 – 0                                       | Vriendschappelijk                           | 1                                           |                             |
| 6.                                          | 18-05-2002                                  | Catalonië – Brazilië                        | 1 – 3                                       | Vriendschappelijk                           | 0                                           |                             |
| 7.                                          | 28-12-2002                                  | Catalonië – China                           | 2 – 0                                       | Vriendschappelijk                           | 0                                           |                             |
| Als speler bij RCD Espanyol                 |                                             |                                             |                                             |                                             |                                             |                             |
| 8.                                          | 28-12-2003                                  | Catalonië – Ecuador                         | 4 – 2                                       | Vriendschappelijk                           | 0                                           |                             |
| 9.                                          | 25-05-2004                                  | Catalonië – Brazilië                        | 2 – 5                                       | Vriendschappelijk                           | 0                                           |                             |

## Loopbaan na het voetbal
Bij Valletta FC op Malta vroeg hoofdtrainer Ton Caanen Cruijff, in de zomer van 2009, hem bij te staan als assistent-trainer. Dit deed Jordi, maar hij bleef tevens als speler actief. In het seizoen 2010 stapten beiden over naar AEK Larnaca op Cyprus, waar Cruijff de functie van technisch-directeur ging bekleden. In november 2011 werd Caanen ontslagen bij de club en werd hij opgevolgd door Leon Vlemmings.
Met ingang van het seizoen 2012-2013 werd Cruijff technisch directeur bij Maccabi Tel Aviv. Bij AEK Larnaca werd hij opgevolgd door Kevin Hofland, die als speler voor de club actief was en door Cruijff werd ingewerkt. In 2013, 2014 en 2015 werd de club, ondanks veel trainerswisselingen, kampioen van Israël. Zo versleet de club in drie jaar tijd Óscar García, Paulo Sousa, wederom Óscar García, Pako Ayestarán en Slaviša Jokanović. In de winterstop van het seizoen 2015-2016 haalde hij trainer Peter Bosz naar de club. Naast de drie achtereenvolgende nationale kampioenschappen behaalde Maccabi Tel Aviv onder Cruijff ook de Israëlische beker en TOTO Cup en dwong het deelname af aan zowel de groepsfase van UEFA Champions league als twee groepsfases van de UEFA Europa League. Op 1 augustus 2021 werd hij technisch adviseur van FC Barcelona samen met Mateu Alemany als voetbal-directeur, onder het bestuur van Joan Laporta. Op 16 oktober werd hij officieel sportief directeur van FC Barcelona. Op 16 mei 2023 maakte FC Barcelona bekend dat Cruijff, de club op 30 juni 2023 verliet.

## Cruyff Football
Sinds september 2016 geeft Cruijff met Wim Jonk leiding aan het internationale voetbalkennisinstituut Cruyff Football, gevestigd te Amsterdam. Cruyff Football is de officiële uitdrager van het voetbalgedachtegoed van Johan Cruijff en verantwoordelijk voor het beheren, bewaken, delen, doorontwikkelen en toepassen van Cruijffs voetbalvisie en opleidingsfilosofie.

## Erelijst

### Als speler
| Competitie                          |           |                           |           |           |
| Competitie                          | Aantal    | Jaren                     |           |           |
| Barcelona                           | Barcelona | Barcelona                 | Barcelona | Barcelona |
| ----------------------------------- | --------- | ------------------------- | --------- | --------- |
| Supercopa de España                 | 1x        | 1994                      |           |           |
| Manchester United                   |           |                           |           |           |
| UEFA Champions League               | 1x        | 1998/99                   |           |           |
| Premier League                      | 3x        | 1996/97, 1998/99, 1999/00 |           |           |
| FA Charity Shield                   | 2x        | 1996, 1997                |           |           |
| Valletta                            |           |                           |           |           |
| National League 100 Anniversary Cup | 1x        | 2010                      |           |           |
| Mare Blue Cup                       | 1x        | 2010                      |           |           |

### Als trainer
| Toto Cup | 1x | 2017/18 |

## Trivia
- Jordi Cruijff is een van de weinige voetballers die nooit in de Eredivisie uitkwamen, maar wél in het Nederlands elftal speelden.
- Jordi Cruijff is een van de tien voetballers die net als hun vader uitkwam voor het Nederlands elftal.